# Olive Garden

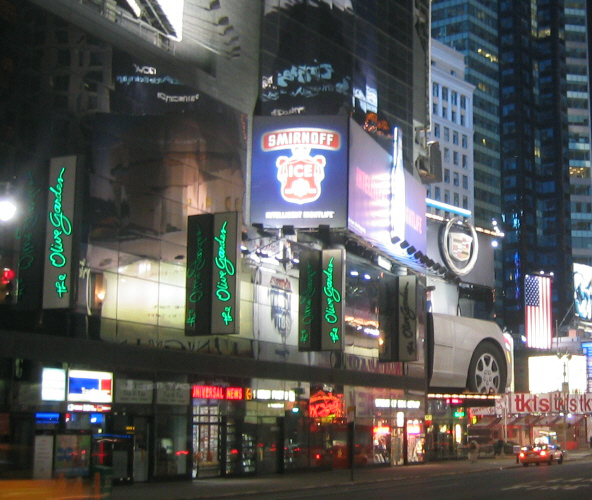
Olive Garden vid Times Square i New York.

Olive Garden är en restaurangkedja som specialiserar sig på italiensk-amerikansk mat.
Den första Olive Garden-restaurangen öppnades av General Mills 13 december 1982 i Orlando, Florida och 2008 bestod kedjan av över 600 restauranger.
1989 hade General Mills öppnat 145 restauranger, vilket gjorde Olive Garden till en av de snabbast växande delarna i företagets restaurangverksamhet. General Mills blev så småningom den största restaurangkedjan inriktad på italiensk mat.